# گرده (استهبان)
گرده (Gordeh)، روستایی از توابع بخش رونیز شهرستان استهبان در استان فارس ایران است.
که در ارتفاع 1680 متر از سطح دریا و در منطقه کوهستانی زاگرس واقع شده و آب و هوای معتدلی دارد ، عمده درآمد مردم کشاورزی و باغداری ( انجیر - انار - گوجه سبز - بادام - گردو ) و غلات  میباشد.

## جمعیت
این روستا بر
براساس سرشماری مرکز آمار ایران در سال ۱۳۸۵، جمعیت آن ۱٬۷۴۸ نفر (۴۱۴خانوار) بوده‌است.

## موقعیت مکانی
روستای گرده در سرزمینهای شرق استان فارس است که شمال آن به دهستان خیر - دریاچه بختگان (پیچگان) و جنوب آن به کوه باریکو - سرگرده - کوه‌های شهرستان فسا و غرب آن به دشت رونیز و شرق آن به شهرستان استهبان محدود می‌شود.